# Maxïmo Park
Maxïmo Park je anglická hudební skupina. Vznikla v roce 2000 ve městě Newcastle upon Tyne v sestavě Paul Smith (zpěv), Duncan Lloyd (kytara), Archis Tiku (baskytara), Lukas Wooller (klávesy) a Tom English (bicí). Archis Tiku se skupinou přestal v roce 2012. Později s ní nahrál ještě desku Too Much Information (2014), avšak dále se skupinou již nespolupracoval. Náhradou se stal Paul Rafferty.

## Diskografie
Studiová alba
- A Certain Trigger (2005)
- Our Earthly Pleasures (2007)
- Quicken the Heart (2009)
- The National Health (2012)
- Too Much Information (2014)
- Risk to Exist (2017)